# Beringia

Animacja – 21 tys. lat temu do dzisiaj

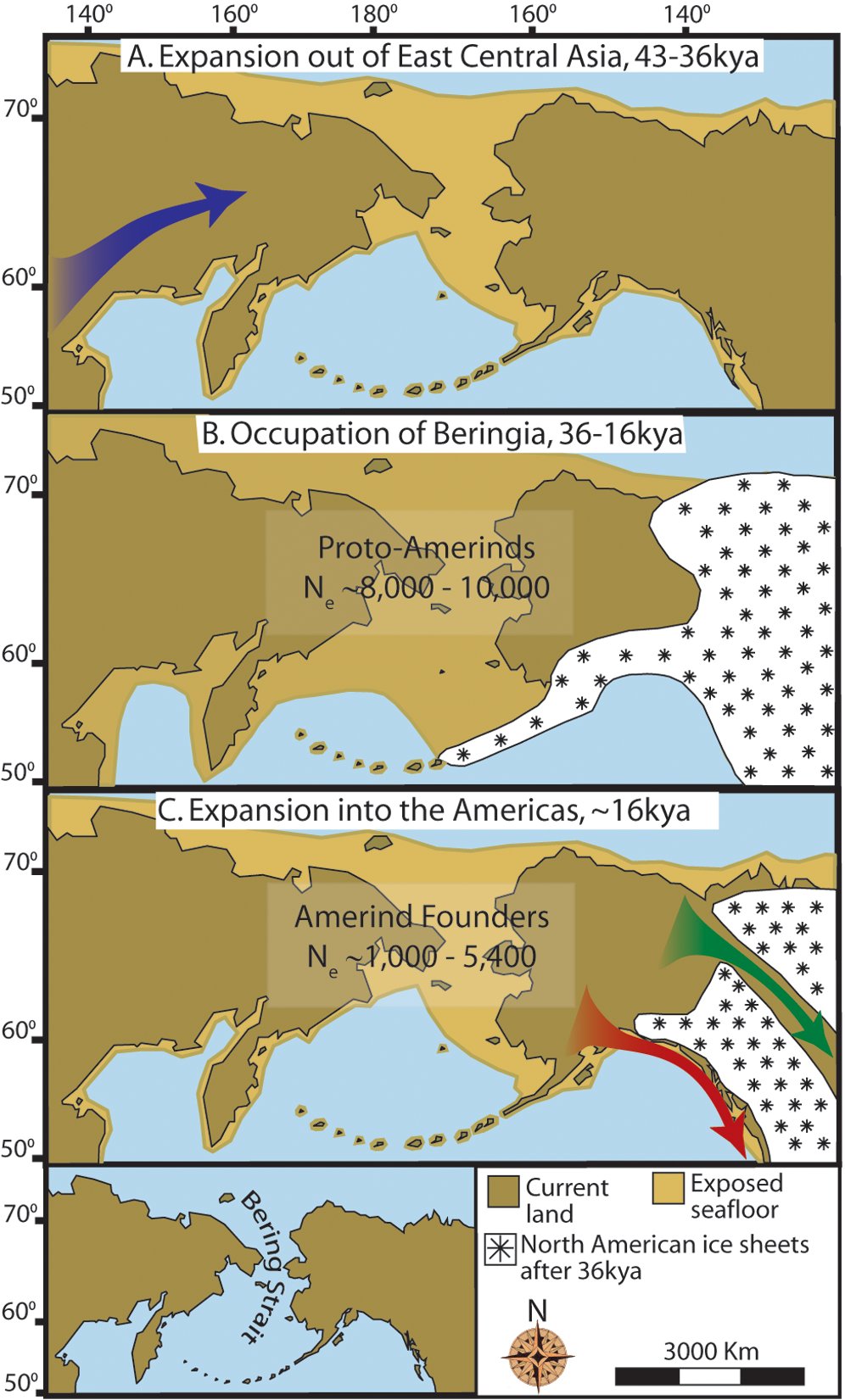
Pomost łączący kontynenty w różnych okresach dziejów

Beringia – istniejący w okresie zlodowaceń pas lądu łączący dzisiejszą Syberię w Azji z terenami północnej Kanady i Alaski w Ameryce Północnej. Ludzie zamieszkujący w przeszłości Beringię najprawdopodobniej byli przodkami dzisiejszych Indian. Beringia pokryta była roślinnością.
Najprawdopodobniej w okresie od 12 000 do 11 000 lat temu Beringia została zasiedlona przez Paleoindian, prehistoryczne ludy, które jako pierwsze dotarły na kontynent amerykański. Kolonizacja Beringii była prawdopodobnie konsekwencją zmian klimatu i roślinności oraz potrzebą poszukiwania nowych terenów umożliwiających życie ówczesnych ludów z północnej Azji. Beringia była refugium, ale także równocześnie centrum rozproszenia zarówno dla roślin tundry, jak i ludzi, którzy ostatecznie osiedlili się w obu Amerykach.
Inne teorie wskazywały w przeszłości, że człowiek mógł pojawić się w Ameryce (Północnej i Południowej) znacznie wcześniej. Mogło to oznaczać, że dostał się on do Ameryki inną drogą lub w czasie wcześniejszego zlodowacenia. Jednak przeprowadzone przez amerykańskich naukowców badania genomowej zmienności wśród starożytnych i współczesnych ludów Azji i obu Ameryk nie potwierdzają istnienia różnych etapów przepływu puli ludzkich genów północnej populacji Azji. Ludność, która skolonizowała Amerykę, pochodziła z jednej populacji, która rozdzieliła się około 13 000 lat temu. Równocześnie naukowcy wskazali, że najwcześniejsze migracje syberyjskich ludów mogły mieć miejsce nie wcześniej niż 23 000 lat temu.